# Runaway (Cecilia Kallin-låt)
Runaway är en poplåt framförd av Cecilia Kallin och den släpptes 5 januari 2018 som hennes debutsingel som soloartist efter splittringen av gruppen Timoteij. Låten är skriven av Cecilia Kallin, Josefina Sanner och Åsa Schmalenbach.